# Tower 49

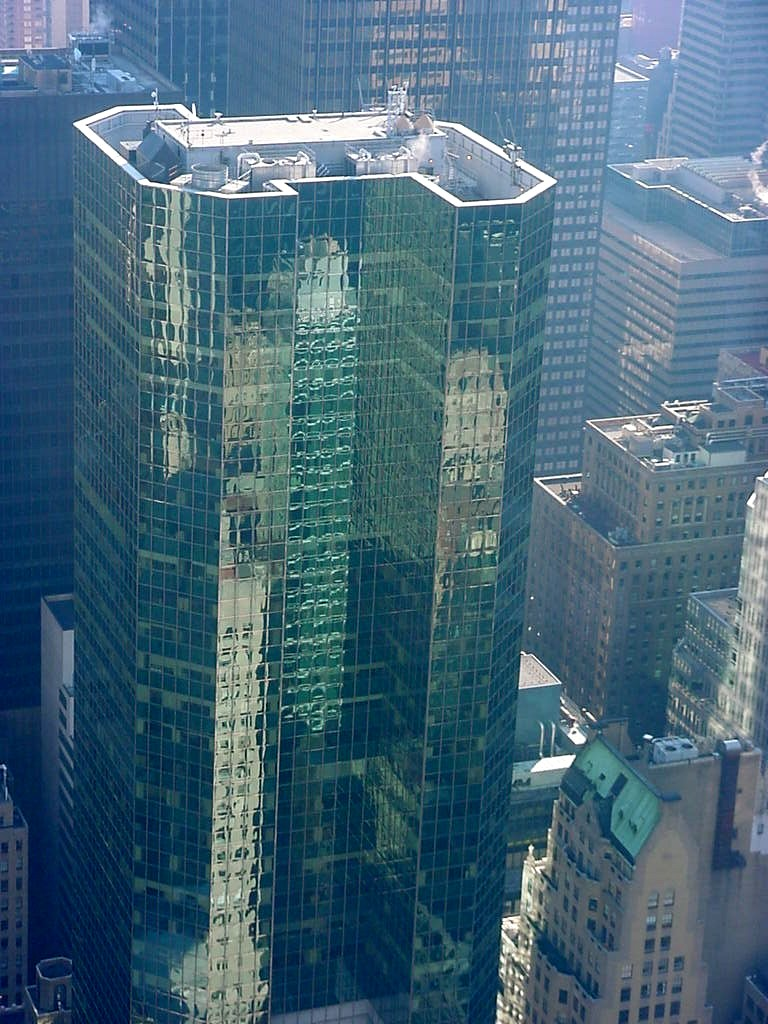
Tower 49 vista dal Rockfeller Center

La Tower 49 è un grattacielo di 187 metri di altezza posto a Manhattan. Poiché situato tra la Madison Avenue e la Fifth Avenue, i progettisti gli hanno dato una forma cristallina e simmetrica composta da due corpi smussati e uniti in un nucleo centrale. È anche uno dei pochi edifici ad avere un nome numerato.